# Comte de Kent
Le titre de comte de Kent a été créé plusieurs fois dans la pairie d'Angleterre, et une fois dans la pairie du Royaume-Uni. Le comté de Kent est situé au sud-est de l'Angleterre, face à la France.
Le titre de marquis de Kent n'a été créé qu'une seule fois, pour Henri Grey en 1706. Ce dernier a été plus tard créé duc de Kent en 1710.

## Histoire du titre
Guillaume d'Ypres est parfois qualifié de comte de Kent, mais il n'avait obtenu d'Étienne d'Angleterre que de vastes revenus dans le Kent, revenus que son successeur sur le trône Henri II l'autorisa à conserver jusqu'en 1156-1157. Il n'existe aucune charte de donation d'un comté à Guillaume d'Ypres.

## Première création (1067)
- 1067-1082, 1087-1088[3] : Odon de Bayeux († 1097), évêque de Bayeux. Demi-frère de Guillaume le Conquérant.

## Deuxième création (1227)
- 1227-1243 : Hubert de Burgh (Bourg en français) († 1243).

## Troisième création (1321)

Armoiries des comtes de Kent des familles Plantagenêt et Holland : de gueules, à trois léopards d'or, à la bordure d'argent.

- 1321-1330  : Edmond de Woodstock (1301-1330). Exécuté pour trahison. Fils d'Édouard Ier ;

Titre dormant en 1330
- 1330-1331 : Edmond de Kent (vers 1326-1331). Fils du précédent ;
- 1331-1352  : Jean de Kent (1330-1352). Frère du précédent ;
- 1352-1360  : Jeanne de Kent (1326/7-1385). Sœur du précédent. Mère de Richard II ;

## Quatrième création (1360)
- 1360  : Thomas Holland (1314-1360), époux de Jeanne de Kent. Devint comte en droit de sa femme.
- 1381-1397  : Thomas Holland (1350-1397). Demi-frère de Richard II. Fils des précédents ;
- 1397-1400  : Thomas Holland (1372-1400), 1er duc de Surrey (1397-1399) et comte-maréchal (1398-1399). Exécuté pour trahison. Fils du précédent ;
- 1400-1408  : Edmond Holland (1384-1408). Frère du précédent.

Le titre revient à la couronne faute de descendant.

## Cinquième création (1461)
- 1461-1463 : William Neville († 1463).

## Sixième création (1465)
- 1465-1490 : Edmond Grey († 1490) ;
- 1490-1503 : George Grey (en) († 1503). Fils du précédent ;
- 1503-1524 : Richard Grey (en) (1481-1524). Vendit la plupart des terres. Fils du précédent ;
- 1524-1562 : Henry Grey (en) († 1562). Ne porta jamais formellement le titre. Demi-frère du précédent ;
- 1562-1573 : Reginald Grey (en) († 1573) ;
- 1573-1615 : Henry Grey (en) (1541-1615) ;
- 1615-1623 : Charles Grey (en) († 1623) ;
- 1623-1639 : Henry Grey († 1639) ;
- 1639-1643 : Anthony Grey (1557-1643) ;
- 1643-1651 : Henry Grey (1594-1651) ;
- 1651-1702 : Anthony Grey (1645-1702) ;
- 1702-1740 : Henry Grey (1671-1740). Devient marquis de Kent et comte d'Harold (1706), puis duc de Kent (1710), et enfin marquis Grey (1740).

Les titres de comte et duc de Kent s'éteignent à sa mort.

## Septième création (1866)
- 1866-1900 : Alfred de Saxe-Cobourg-Gotha (1844-1900), duc d'Édimbourg et de Saxe-Coburg-Gotha